# Heteronectes chaneti
Heteronectes chaneti  (лат.) — вид вымерших лучепёрых рыб из отряда камбалообразных, единственный в роде Heteronectes. Известен по ископаемым остаткам из среднеэоценовых (ипрских) отложений Италии.

## Этимология
Родовое название — объединение «heteros» (греч.: разный, разнообразный) и «nectri» (греч.: пловец). Видовое название дано по фамилии учёного Бруно Шане (Bruno Chanet), изучавшего ископаемых рыб.

## Общие сведения
У современных камбалообразных оба глаза расположены на одной стороне. Но у Heteronectes транзит глаз не закончен, в результате один из них расположен наверху головы, похоже, хотя не вполне так, как у итальянского родственника Amphistium. Так как Heteronectes chaneti является транзитным видом, его открытие, ставшее результатом кропотливого изучения Мэттом Фридманом окаменелостей в запасниках музеев Лондона, Вены и Парижа, внесло свой вклад в дискуссию об эволюции симметричных рыб в камбал, глаза которых расположены только на одной стороне тела, промежуточных видах рыб между симметричными и односторонними и жизнеспособности таких видов. Среди прочего, было показано, что эта эволюция была постепенной.
У разных взрослых особей Heteronectes chaneti, глазницы которых полностью окостенели, глаза «тяготели» к разным сторонам тела. Таким образом, существовали правосторонняя и левосторонняя морфы этого вида.